# Mohammad Nabi Mohammadi
Mohammad Nabi Mohammadi (en pashto : محمد نبي محمدي), né en 1920, dans le district Baraki Barak (Émirat d'Afghanistan) et mort le 21 avril 2002 à Rawalpindi (Pakistan), est un homme politique et militaire afghane. Il fonda et dirigea le Harakat-i-Inqilab-i-Islami (Mouvement de la révolution islamique). Dans le cadre du régime des moudjahidines, il assuma la fonction de vice-président de l'Afghanistan de janvier 1993 à 1996,.  

## Biographie
Muhammad Nabi Muhammadi naquit en 1920 dans le district de Baraki Barak, situé dans la province de Logar, en Afghanistan. Son aïeul, originaire de la province centrale de Ghazni, s’était établi à Logar. Muhammadi reçut son instruction religieuse première auprès de son père, versé dans les sciences islamiques, avant de parfaire son savoir théologique et juridique sous la direction de plusieurs érudits renommés de la province de Logar. En 1946, à l’âge de vingt-six ans, ayant achevé sa formation, il entreprit d’enseigner. Ses connaissances approfondies des textes classiques, alliées à une érudition rigoureuse, lui valurent une notoriété croissante. Des disciples, venus de diverses contrées d’Afghanistan, se réunirent autour de lui, dont un grand nombre rejoignit par la suite le Mouvement de la Révolution islamique (Harakat-i-Inqilab-i-Islami), qu’il fonda.
À une époque où l’Afghanistan voyait s’étioler une part notable de ses traditions islamiques, tandis que l’idéologie communiste s’insinuait progressivement dans le tissu social du pays, un mouvement d’opposition prit forme. Un individu, en concertation avec plusieurs oulémas, forgea une alliance d’érudits religieux visant à contrer la propagande soviétique. Cette union s’employa à éclairer la population sur les enjeux et les périls inhérents à l’expansion du communisme.

### Activités politiques

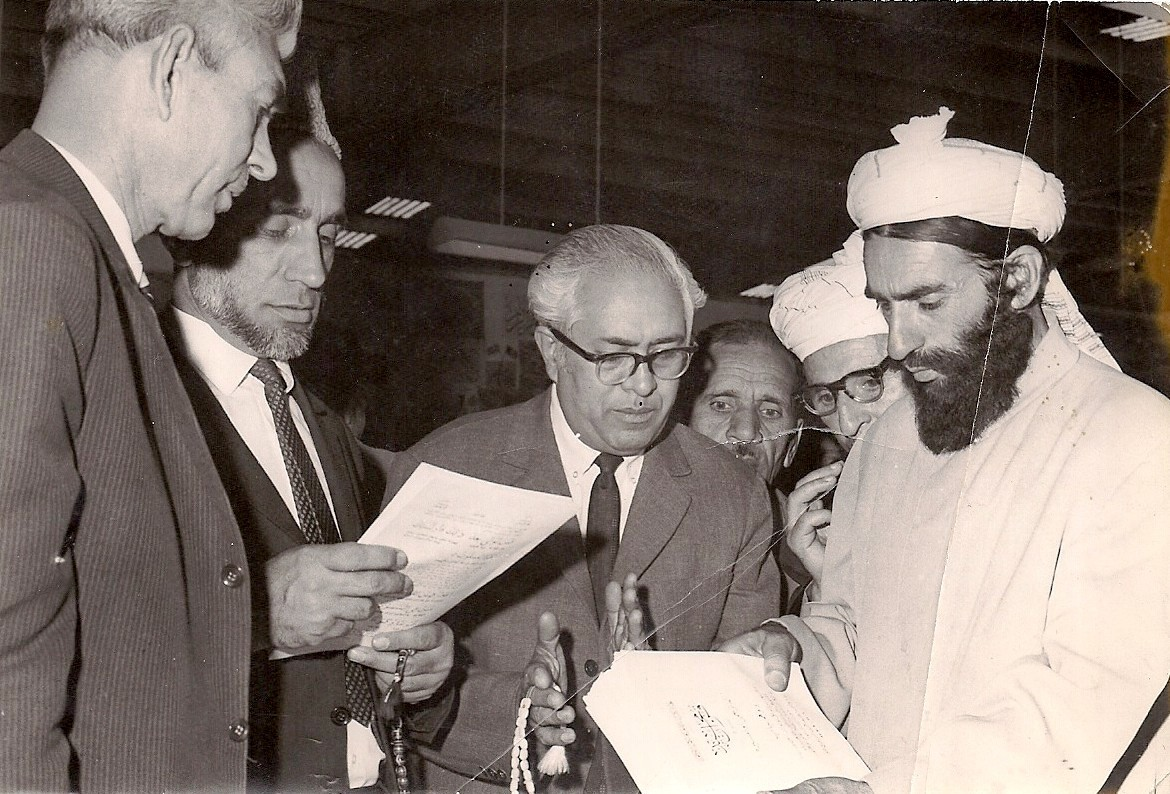
Mohammadi avec ses collègues parlementaires afghans

En 1958, tandis que divers lettrés s'adonnaient déjà à des activités d'opposition au communisme, Mohammad Nabi Mohammadi entreprit de proclamer son hostilité à cette idéologie auprès de ceux qui consentaient à l'entendre, parcourant maintes provinces d'Afghanistan.
En 1965, il fut élu député au parlement afghan pour la circonscription de Barak-i-Barak, où il représentait les lettrés religieux traditionnels. Étant l’un des rares érudits religieux siégeant au sein de l’assemblée, il s’érigea en rempart contre les parlementaires marxistes, tels que Babrak Karmal, Hafizullah Amin, Noor Ahad et Anahita Ratebzad. Il s’opposa avec fermeté à l’essor du mouvement marxiste en Afghanistan. 
L'épisode le plus notoire impliquant Nabi au Parlement fut une altercation avec Babrak Karmal, laquelle entraîna l'hospitalisation de ce dernier. Il s'est également distingué par un discours exhaustif prononcé lors d'une séance parlementaire, retransmis par les ondes radiophoniques à travers l'ensemble de l'Afghanistan.

### Bouleversements en Afghanistan
Mohammed Daoud Khan accéda au pouvoir par un coup d’État en 1973, à l’issue de la session parlementaire. Après la dissolution du parlement par le président Daoud, Nabi Muhammadi se retira pour dispenser son enseignement dans les madrasas, d’abord dans la province de Logar, puis dans celle de Helmand. La révolution de Saur désigne la prise de contrôle du gouvernement afghan par le Parti démocratique populaire d’Afghanistan (PDPA), d’obédience communiste, le 28 avril 1978. Ce coup d’État fut promptement suivi de l’incarcération et de l’élimination de nombreux oulémas, chefs tribaux et réformateurs afghans.
Après l'arrestation de son frère, Mullah Jan, ultérieurement exécuté par le régime de Taraki, Muhammad Nabi Muhammadi prit la fuite et se rendit à Quetta, dans le Pakistan limitrophe. En ce lieu, il réunit une assemblée notable d'érudits religieux afin d'organiser des entreprises à la fois politiques et militaires, dirigées contre l'occupation soviétique en Afghanistan.

### Mouvement révolutionnaire islamique

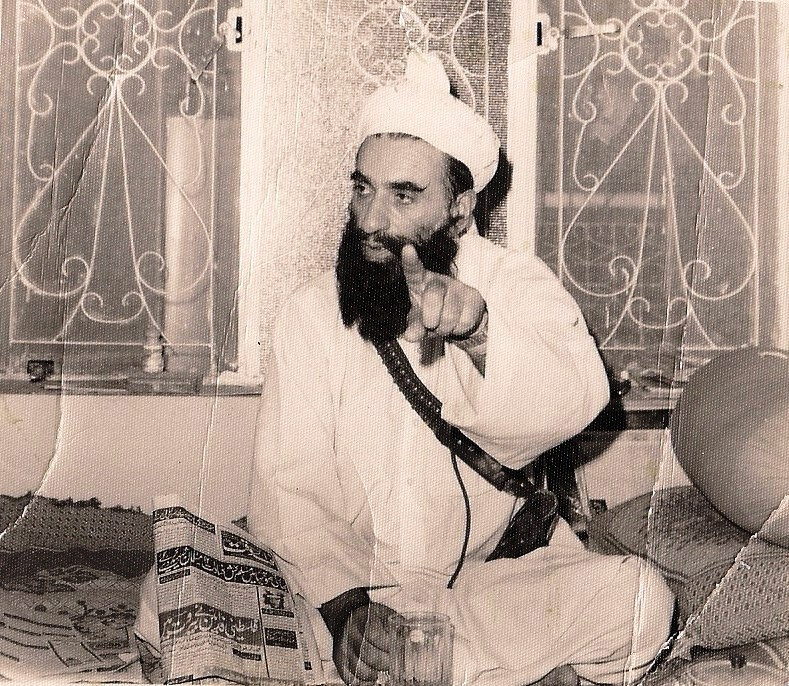
Mohammadi pendant le djihad afghan, années 1980

Le coup d’État en Afghanistan provoqua une migration massive de dignitaires religieux vers le Pakistan. La majorité de ces érudits, principalement réunis à Peshawar, cherchèrent à établir des liens avec les chefs de deux organisations préexistantes, le Hezb-e Islami et le Jamiat-e Islami, déjà connus d’eux pour leur proclamation de djihad et la diffusion clandestine de textes dénonçant le régime du président Daud. Les nouveaux arrivants parmi les oulémas pressèrent les dirigeants de ces factions de s’unir sous une bannière commune. Toutefois, Burhanuddin Rabbani et Gulbuddin Hekmatyar, chefs respectifs de ces organisations, déclinèrent chacun l’idée d’une fusion sous l’égide de l’autre. Un compromis fut finalement trouvé avec la fondation d’une nouvelle alliance, dénommée Harakat-i-Inqilab-i-Islami Afghanistan (Mouvement de la révolution islamique d’Afghanistan). Après l’examen et le rejet de plusieurs candidatures pour le rôle de chef, les oulémas, réunis en conclave, arrêtèrent leur choix, au début du mois de septembre 1978, sur Muhammad Nabi Muhammadi pour diriger cette nouvelle coalition.
Après environ quatre mois, les ingénieurs Gulbuddin Hekmatyar et Burhanuddin Rabbani se sont dissociés du mouvement Harakat-i-Inqilab-i-Islami pour établir leurs propres formations politiques, respectivement dénommées Hizb-e-Islami et Jamiat-e-Islami. Mohammad Nabi, quant à lui, a pris la direction du Harakat-i-Inqilab-i-Islami. Ce dernier figurait parmi les sept partis officiellement reconnus par le gouvernement pakistanais, bénéficiant d’un soutien financier des États-Unis et de plusieurs nations arabes, acheminé par l’entremise des autorités pakistanaises.
Mohammad, l’un des chefs afghans, fut reçu par le président Ronald Reagan à la Maison Blanche durant le conflit afghano-soviétique. Reagan désigna les dirigeants rebelles comme des « combattants de la liberté ». Grâce à une résistance opiniâtre, les moudjahidines afghans parvinrent à leurs fins, contraignant les forces soviétiques à se retirer d’Afghanistan en 1989, après avoir déploré la perte d’environ quinze mille hommes. En 1992, le régime pro-soviétique de Kaboul s’effondra, permettant aux moudjahidines de s’emparer du pouvoir..

### Vice-président
Mohammad Nabi Mohammadi accéda à la présidence de l’Afghanistan au sein du gouvernement moudjahidine. Toutefois, lorsque des dissensions éclatèrent parmi les chefs moudjahidines, entraînant l’irruption d’une guerre civile, il renonça à son office et interdit aux forces lui demeurant loyales de s’engager dans le conflit. Établi au Pakistan, il s’efforça d’apaiser les hostilités opposant Gulbuddin Hekmatyar, Burhanuddin Rabbani et Abdul Rasul Sayyaf,. En 1996, les talibans s’emparèrent du pouvoir en Afghanistan. Nombre de leurs dirigeants avaient été disciples de Mohammad Nabi Mohammadi, avec lesquels il conserva des relations cordiales,.

### Mort
Mohammad Nabi Mohammadi s’éteignit le 21 avril 2002 dans un établissement hospitalier au Pakistan, atteint de tuberculose. Sa dépouille fut ensuite transférée à Logar, en Afghanistan, où elle fut accompagnée d’une garde d’honneur dépêchée par les autorités afghanes.